# Catedral metropolitana de São Paulo
La Catedral Metropolitana Nuestra Señora de la Asunción y San Pablo, (en portugués: Catedral Metropolitana Nossa Senhora da Assunção e São Paulo), informalmente conocida como Catedral da Sé (en español, Catedral de la Sede), es el principal templo católico de la ciudad de São Paulo, Brasil. Se ubica en la Praça da Sé, en la Zona Central del municipio.
Su construcción, en estilo neogótico, comenzó en 1913 y culminó casi 40 años después. La construcción estaba lista para el 400 aniversario de la fundación de la ciudad. Los restos mortales del cacique Tibiriçá y de los padres jesuitas Manuel da Nóbrega y José de Anchieta están en la cripta de la catedral.
A pesar de tener una cúpula de estilo renacentista, la Catedral Metropolitana de São Paulo es considerada como el cuarto templo neogótico más grande del mundo. La catedral es el templo principal de la parroquia de Nuestra Señora de la Asunción de San Pablo creada el 10 de agosto de 1591. Es una de las siete maravillas brasileñas.

## Historia

### Primera iglesia

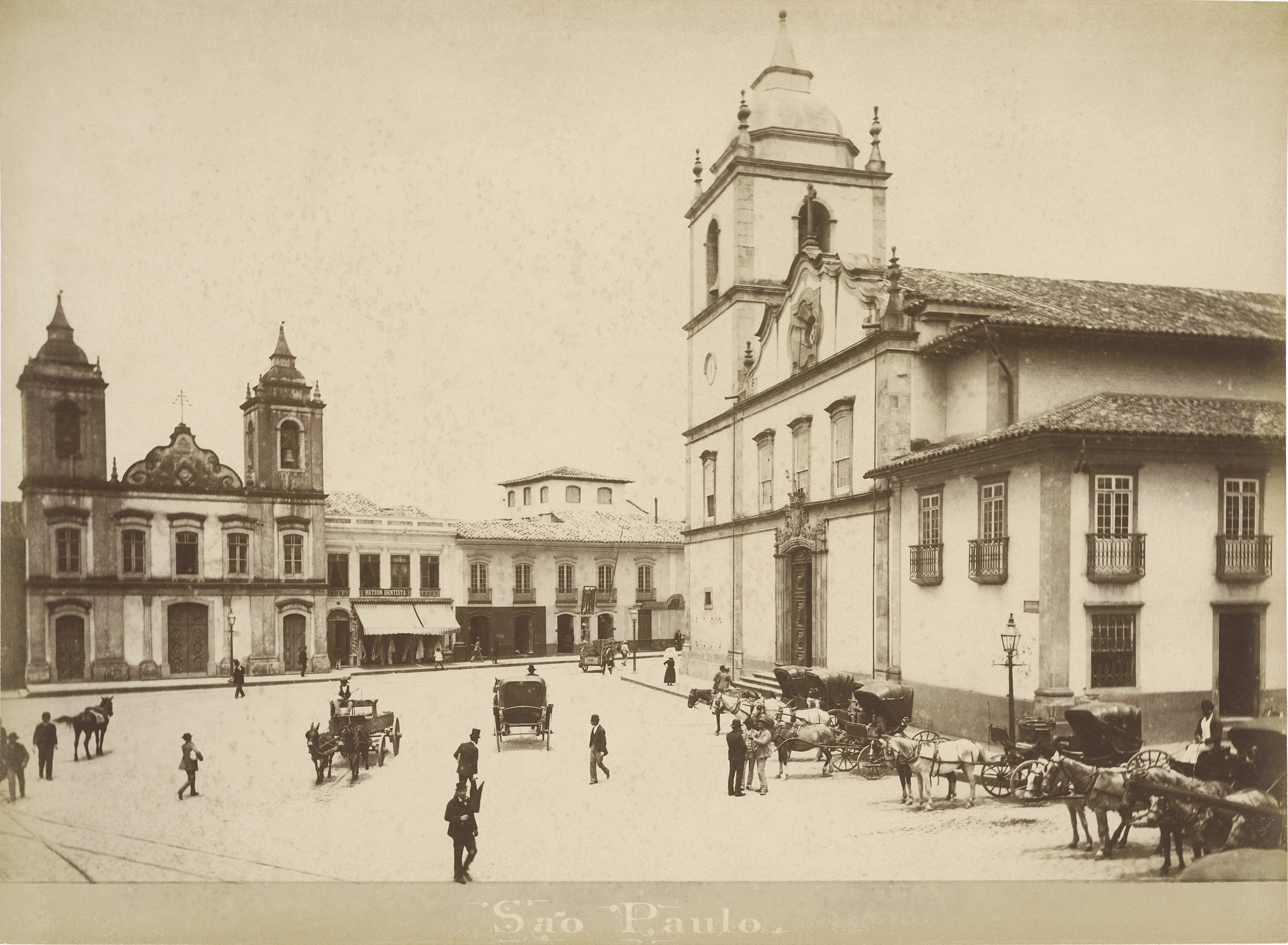
La Praça da Sé en una foto de 1880 de Marc Ferrez. La vieja catedral de São Paulo está a la derecha.

La historia de la catedral de São Paulo comienza en 1589 cuando se decidió que una iglesia matriz debía ser construida en la pequeña villa de São Paulo de Piratininga. Esta iglesia, situada donde hoy se encuentra el monumento al Padre Anchieta, escultura de Heitor Usai en la Praça da Sé, fue terminada alrededor de 1616. São Paulo se convirtió en la sede de la diócesis en 1745, y partir de esa fecha, la antigua iglesia fue demolida y sustituida por una nueva, construida en estilo barroco, culminada alrededor de 1764. Esta modesta iglesia sería la catedral de São Paulo hasta su demolición en 1911. Su fachada daba a la rúa Quintino Bocaiúva.

### Catedral neogótica

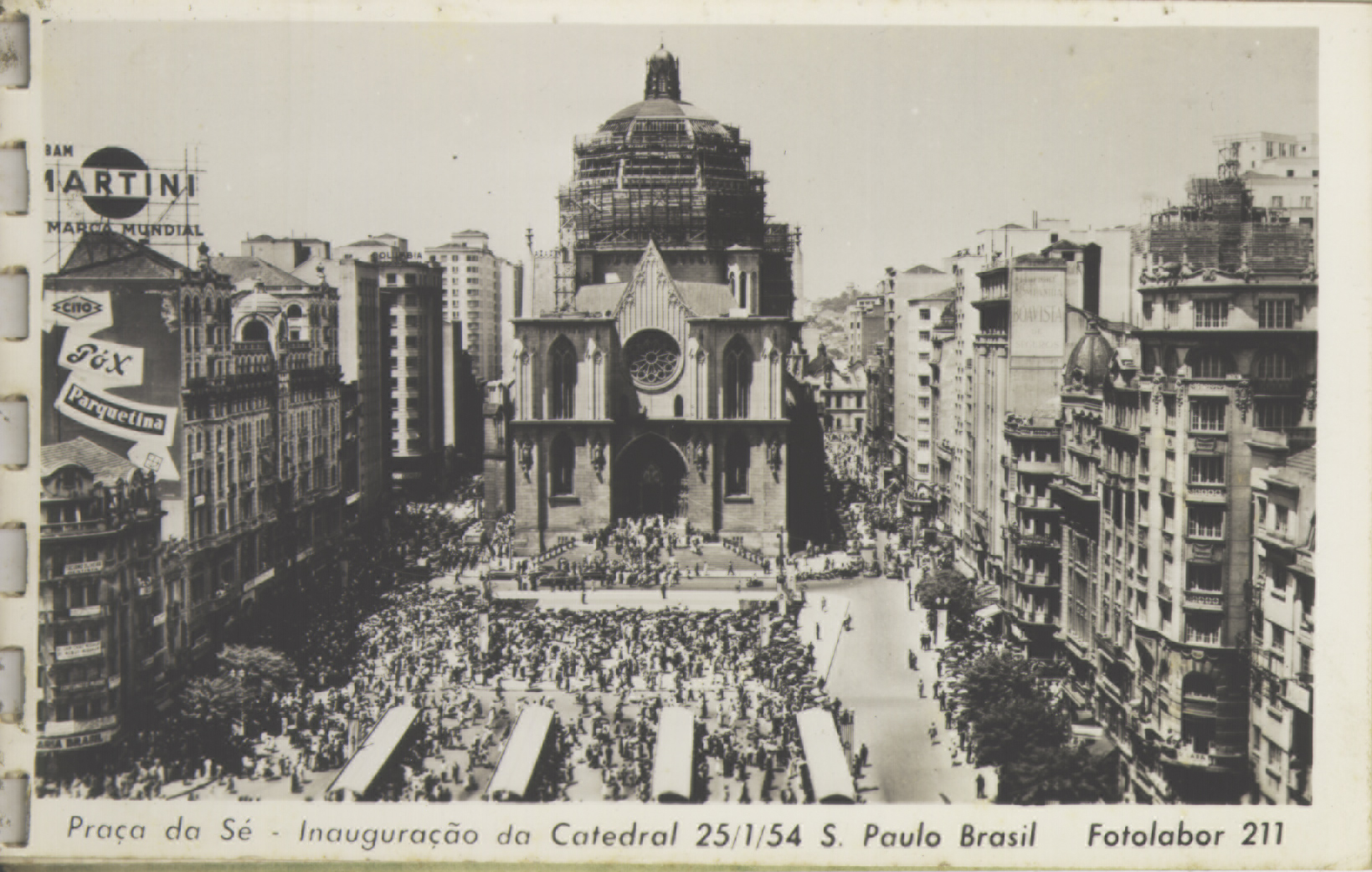
Inauguración de la catedral, foto de Werner Haberkorn.

La catedral actual fue construida por iniciativa de Duarte Leopoldo e Silva, primer arzobispo de São Paulo. Los trabajos comenzaron el 6 de julio de 1913 en el terreno cedido por la municipalidad a cambio del lugar donde se levantaba la antigua iglesia y de la iglesia de São Pedro dos Clérigos, en las manzanas anteriores, al frente de la Plaza Doctor João Mendes. El arquitecto responsable fue el alemán Maximilian Emil Hehl, que proyectó una enorme iglesia en estilo ecléctico, al poseer varios elementos de estilos distintos como la cúpula y el arco ojival, pero en la que predomina claramente el neogótico, inspirada en las grandes catedrales medievales europeas.

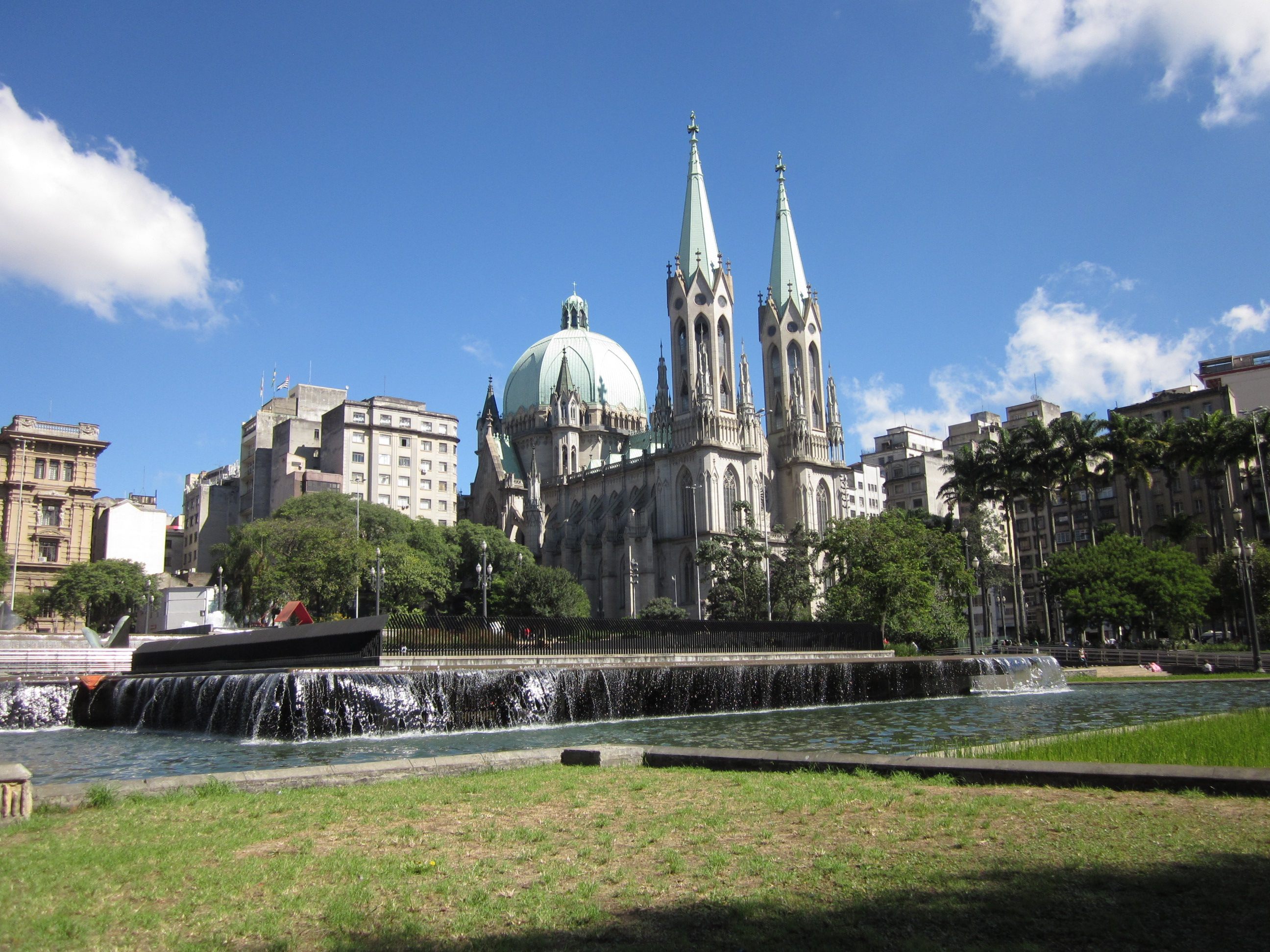
[[Praça da Sé (São Paulo)|Praça da Sé]] y la catedral

Todos los mosaicos, esculturas y muebles que componen la iglesia fueron traídos por barco desde Italia. Mientras tanto, debido a las guerras mundiales, hubo gran dificultad para concluir la obra. Así, la inauguración de la nueva catedral se dio recién en 1954, con las torres todavía inacabadas, pero a tiempo para la celebración del cuarto centenario de la ciudad el 25 de enero. Las torres fueron inauguradas el 15 de noviembre de 1969. Las obras fueron dirigidas inicialmente por Alexandre Albuquerque, y, a partir de 1940, por Luís Inácio de Anhaia Melo.

### Restauración
Tras un largo periodo de deterioro, la catedral fue completamente renovada entre el 2000 y el 2002. Con el fin de reparar el edificio, muchos pináculos sobre la nave y las torres fueron terminados. Los planos originales, fechadas en 1912, fueron encontrados dentro del mismo edificio permitiendo una restauración fial al proyecto original.
La restauración incluyó reparaciones a los vitrales, revitalización de las campanas, mantenimiento de las redes hidráulica y eléctrica, resolución de problemas que amenazaban la estructura como rajaduras e infiltraciones y lavado y pintado del edificio. Restaurada, la catedral obtuvo 14 torreones nuevos, previstos en el proyecto original de 1912 de Maximilian Emil Hehl. En el 2002 reabrió sus puertas luego de obras que costaron 19,5 millones de reales.
Es la iglesia más grande de São Paulo, con 111 m de largo, 46 m de ancho, dos torres de 92 m de altura y una cúpula magistral. Tiene capacidad para 8000 personas. En su acabado, fueron usadas 800 t de mármol. En la cripta están sepultados varios personajes importantes de la historia de Brasil, como el indio Tibiriçá y el Regente Feijó, entre otros. Su órgano, de origen italiano, es el más grande de Latinoamérica.

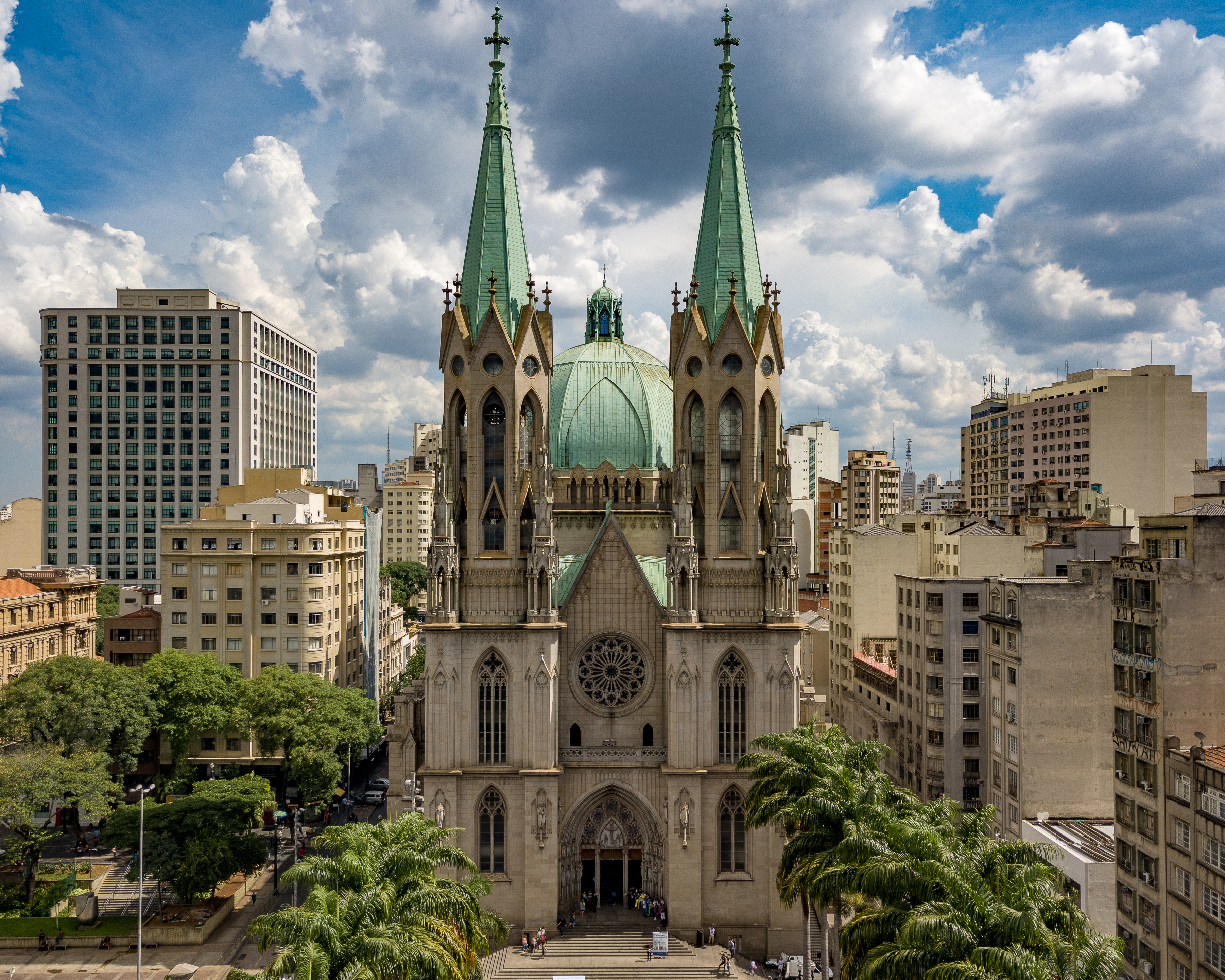
Vista desde la Praça da Sé